# Dick Dale
Dick Dale, cuyo nombre completo es Richard Anthony Monsour (Boston, Massachusetts; 4 de mayo de 1937-Loma Linda, 17 de marzo de 2019), fue un músico y guitarrista estadounidense. Fue pionero del surf rock junto a The Ventures, así como líder de la banda Dick Dale & The Del-Tones.

## Sus inicios
Dale nació como Richard Anthony Monsour en Boston, Massachusetts, el 4 de mayo de 1937. Hijo de un descendiente libanés por parte de padre y de una descendiente polaco-bielorrusa por parte de madre, Su familia posteriormente se mudó a Quincy, Massachusetts. Aprendió el piano cuando tenía 9 años después de escuchar a su tía tocarlo. Obtuvo una trompeta en el 7° grado y más tarde adquirió un ukelele (por 6 dólares fue el intercambio) después de ser influenciado por Hank Williams. La primera canción con el ukelele fue "Tennessee Walts". También tuvo la influencia musical por parte de su tío Richard Anthony Monsour, quién le enseñó a tocar el tarabaki y podía tocar el oud.
Dale compró a un amigo una guitarra en 8 dólares, pagando en cuotas. Aprendió a tocar el instrumento, usando una combinación de estilos que incorporó al dirigir al estilo rítmico de la guitarra así que la guitarra llenaba el lugar de la baterías. La temprana influencia del tarabaki influyó más tarde al tocar la guitarra, particularmente en sus alternancia rápidas en su técnica. Dale se refería a esta como "la pulsación", ningún otro instrumento que tocaba derivaban del tarabaki. Se encumbró en Quincy hasta el 11° grado en Quincy High School en 1954, cuando su padre un maquinista, tomó un trabajo para Hughes Ariscraft Company en el Sureste de California en la industria aeroespacial. La familia se mudó a El Segundo, California. Dale terminó su último año y se graduó de Washington Senior High School. Aprendió el surf a los 17 años. Se interesó fuertemente en la música árabe, pero su papel principal fue tocando en la corriente musical del surf rock.

## Carrera

### Década de 1960
Dale inició tocando en un bar local de música country donde era conocido en Texas, Tiny quién le dio el nombre de "Dick Dale", porque este era un buen nombre para un cantante de country.
Empleaba escalas musicales que no correspondían a los Western cuando tocaba. Utilizaba regularmente la reverberación que se convirtió en una marca registrada de una guitarra surf. Tocaba con la mano zurda, Dale tocaba su guitarra con la mano derecha. Lo hizo sin restricciones en la guitarra, con alta efectividad al tocar la guitarra al revés, frecuentemente tocando y alcanzando los diapasones, más el deslizamiento de sus dedos hacia abajo. Se asocia con Leo Fender el cual examinó un nuevo equipo comentando más tarde: "cuando puede soportar el bombardeo de castigo de Dick Dale es apto para el consumo humano". Su combinación de sonido amplificado y calibre pesado en las cuerdas, le llamaron el "Padre del Heavy Metal". Después de responder a varios amplificadores de Fender, Leo Fender y Freddie Tabares vieron que Dale podía tocar en the Rendezvouz Ballroom, California, identificándose con los problemas en su creación y en el sonido en donde podrían gritar la audiencia. El par visitó the James B. Lansing loudspeaker company preguntando por él. Un altavoz de 15 pulgadas siendo el modelo the JBL D130F conocido como the Single Showman amp. La combinación de Dale y de Fender Stratocaster y Fender Showman Amp siguiendo con un significante elevación de volumen obtenido por un equipo convencional.
La presentación de Bale en the Rendezvolus Ballroom en balboa, fue a mediados de 1961 recibiendo crédito por el fenómeno de surf music. Dale tuvo éxito llegando a tener asistencias de 3000 personas la capacidad máxima del ballroom para música surfer después de una sobrepoblación en un local de helados que tenían éxito en varias partes. El propietario de The Rendezvous y en la ciudad de Newport Beach contraraton a Dale con la condición que se prohibía la venta de alcohol y en el código de vestido. Los eventos de Dale en the ballrooms, llamados "tomps" fueron de leyenda y los eventos de rutina todos con boletos vendidos.
"Let's Go Trippin'" es la primera canción del surf rock. Fue seguida por muchas canciones locales que fueron liberadas, incluyen "Jungle Fever" y "Surf Beat" en su sello discográfico Deltone. Su primer álbum completo fue Surfers Choice en 1962. El álbum llegó al tope por Capitol Records a su distribución nacional. Dale se presentó en The Ed Sullivan Show y en las películas se ve en donde toca el sencillo "Misirlou". Más tarde su inicio "Recuerdo la primera noche que la tocamos (Mirislou). Cambie el tiempo y solo iniciamos manivelando. Y... esto fue misterioso. La gente comenzó a aclamarlo en el salón y estuvieron cantando y parando. Los invitados fueron los que iniciaron surfer stomp. Su segundo álbum fue nombrado después de su presentación con el apodo del "King of th Surf Guitar".
Más tarde diría Dale: Hay un tremendo acumulamiento de poder. Siento que este sentimiento de poder del surfing ha sido transferido hacia dentro de mi guitarra. Su estilo refleja la experiencia del surfing proyectando el poder del océano hacia la gente.
Dale y the Del-tones grabaron en Capitol un sencillo en ambas caras: "Secret Surfin' Spot" en 1963 para la película Beach Party, prtagonizzada por Fankie Avalon y Annette Funicello. El grupo tuvo presentaciones con las canciones "My First Love," "Runnin' Wild" y "Muscle Beach", en la película "Muscle Beach" de 1964.

## Detalles

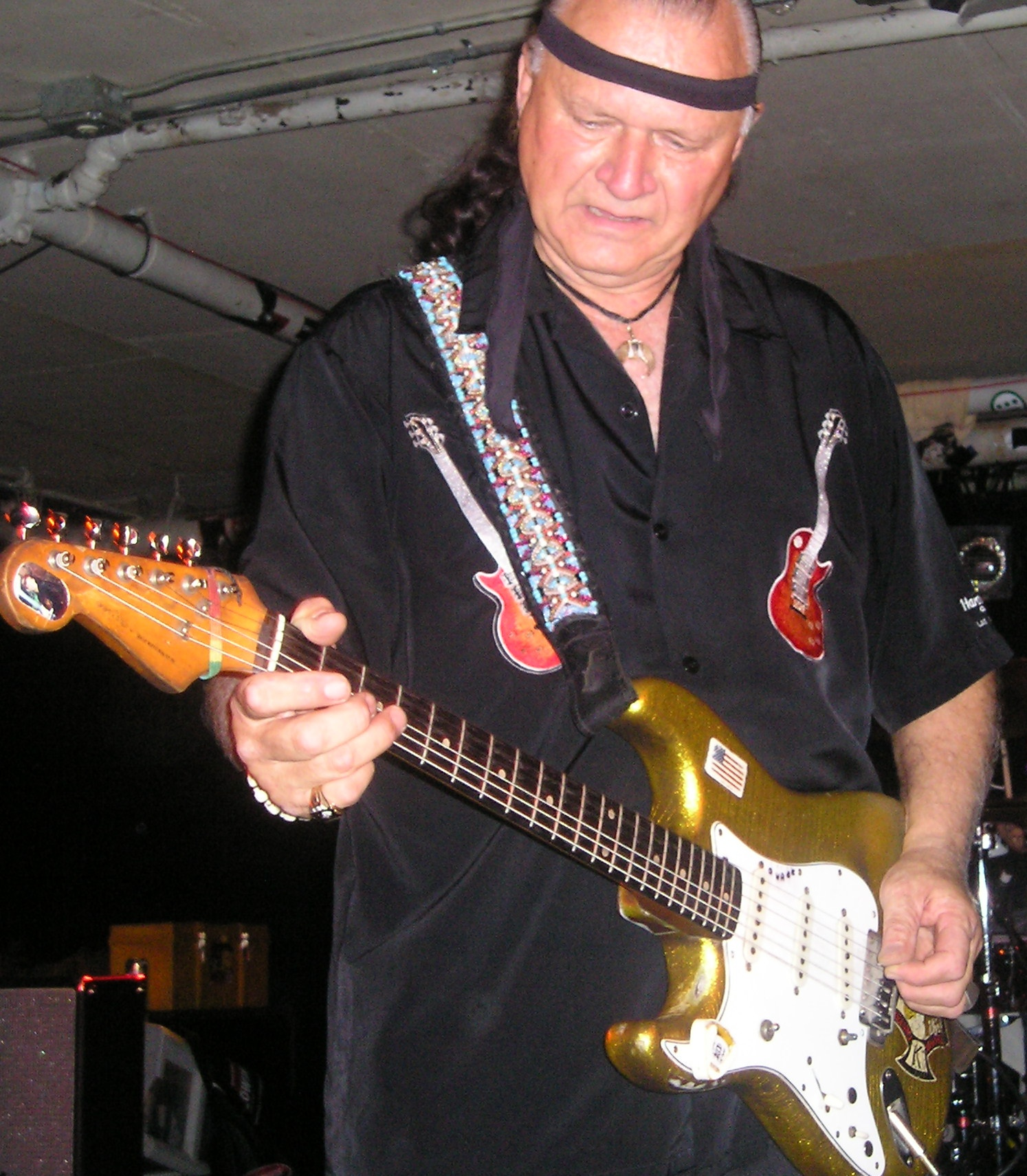
Dale en 2005. En la imagen se aprecia el uso de las cuerdas sin invertir en la guitarra del artista.

Dick Dale fue conocido como el Rey de la guitarra surfera, y está incluido en la lista de los 100 guitarristas más grandes de todos los tiempos por la revista Rolling Stone.
Grabó un total de 12 álbumes, siendo el primero  Surfers' Choice, de 1962, que incluye la popular canción: Misirlou. Misirlou es su canción más conocida, estando incluida en la banda sonora de la película Pulp Fiction de Quentin Tarantino de 1994. El reverb de su canción Misirlou es una gran influencia para prácticamente todos los músicos de surf.
Una característica de Dale es que, aun siendo zurdo, usó su guitarra eléctrica sin invertir las cuerdas, es decir: mantiene las cuerdas tal y como se ubican en el orden diestro de la guitarra, donde las cuerdas agudas quedan por encima de las graves. En ese caso, para un zurdo (cuando le das la vuelta a la guitarra) las cuerdas graves quedan por debajo y las agudas por encima (ver foto a la derecha).
Es justo el caso contrario de Jimi Hendrix, que siendo zurdo invirtió las cuerdas y seguían colocadas como para un diestro (graves arriba y agudas abajo).